# برنامج خدمة ضيوف الرحمن
برنامج خدمة ضيوف الرحمن هو أحد برامج رؤية المملكة العربية السعودية 2030 والذي يسعى لإحداث نقلة نوعية في تجربة الحج والعمرة والزيارة وإتاحتها لأكبر عدد ممكن من المسلمين من خلال زيادة الطاقة الاستيعابية لمنظومة الخدمات المقدمة لضيوف الرَّحمن والارتقاء بها، و إثراء الرحلة الدينية، والتجربة الثقافية وعكس الصورة المشرقة والحضارية للمملكة في خدمة الحرمين الشريفين. ويعمل البرنامج مع شركاء النجاح للتطوير وتحسين اقتصاديات المنظومة وتوفير الفرص والممكنات للقطاع الخاص.
ويتبع البرنامج مجلس الشؤون الاقتصادية والتنمية وقد تم الإعلان عنه وإطلاقه من قبل خادم الحرمين الشريفين في قصر الصفا بمكة المكرمة خلال العشر الأواخر من شهر رمضان 1440هـ، الموافق مايو لعام 2019م.

## أهداف البرنامج[4]
- تيسير استضافة المزيد من المعتمرين وتسهيل الوصول إلى الحرمين الشريفين.
- تقديم خدمات ذات جودة عالية للحجاج والمعتمرين.
- إثراء التجربة الدينية والثقافية للحجاج والمعتمرين.

## نطاق ودور البرنامج
يشمل نطاق عمل البرنامج جميع نقاط الاتصال التي يمر بها ضيوف الرحمن، وعلى الرغم من أن تركيز البرنامج جغرافياً في مكة المكرمة والمدينة المنورة إلا أن مبادرات البرنامج تمتد لأبعد من ذلك لتشمل على سبيل المثال إجراءات القدوم والمنافذ والطرق الموصلة للبقاع المقدسة (كالطرق المؤدية إلى مكة المكرمة )، كما يشمل نطاق البرنامج الأماكن ذات الإرث الثقافي والتاريخي خارج مدينتي مكة والمدينة، والتي تسهم في إثراء الرحلة وتحقق أهداف البرنامج، وينطلق البرنامج لتحقيق غاياته بدءاً من تسهيل القدوم ورفع الطاقة الاستيعابية للبنية التحتية ورفع جودة الخدمات وتنويع الخيارات من خلال تمكين جميع القطاعات في خدمة ضيوف الرحمن.
يتمحور دور البرنامج في إحداث نقلة نوعية في خدمة ضيوف الرحمن من خلال تعزيز التكامل وتنسيق جهود جميع الجهات العاملة على خدمة ضيوف الرحمن، كالجهات الحكومية والقطاعين الخاص وغير الربحي وفتح آفاق واسعة لنطاق أكبر من الخدمات التي يمكن أن يتشرف بتقديمها الأفراد والمنشآت.
ويضع البرنامج في أولوياته تكامل منظومة الخدمات بما يحقق أهدافه وتيسير رحلة الضيف من لحظة تخطيطه للرحلة مروراً بأداء النسك وحتى مغادرته.

## أعضاء لجنة البرنامج[4]
| الإسم                                   | المنصب             |
| --------------------------------------- | ------------------ |
| الدكتور/ توفيق بن فوزان الربيعة         | رئيس لجنة البرنامج |
| الأمير/ بدر بن عبدالله بن فرحان آل سعود | عضو                |
| الدكتور/ ماجد بن عبدالله القصبي         | عضو                |
| الأستاذ / أحمد الخطيب                   | عضو                |
| المهندس/ عبدالرحمن الفضلي               | عضو                |
| الأستاذ/ ماجد الحقيل                    | عضو                |
| المهندس/ خالد بن عبدالعزيز الفالح       | عضو                |
| الأستاذ/ محمد بن عبدالله الجدعان        | عضو                |
| المهندس/ عبدالله بن عامر السواحه        | عضو                |
| المهندس/ أحمد بن سليمان الراجحي         | عضو                |
| المهندس/ صالح الجاسر                    | عضو                |
| الأستاذ/ فهد الجلاجل                    | عضو                |
| الأستاذ/ ياسر بن عثمان الرميان          | عضو                |
| الأستاذ/ ناصر الداود                    | عضو                |
| الأستاذ/ وليد الخريجي                   | عضو                |
| المهندس/ فهد البليهشي                   | عضو                |
| الأستاذ/ أحمد بن عامر العارضي           | عضو                |
| المهندس/ صالح بن إبراهيم الرشيد         | عضو                |

## الشركاء
- وزارة الحج والعمرة
- وزارة الداخلية
- رئاسة أمن الدولة
- وزارة الخارجية
- وزارة المالية
- وزارة الصحة
- وزارة النقل
- وزارة الثقافة
- وزارة الإعلام
- وزارة الموارد البشرية والتنمية الاجتماعية
- وزارة البيئة والمياه والزراعة
- وزارة الشؤون البلدية والقروية
- وزارة الشؤون الإسلامية والدعوة والإرشاد
- الهيئة الملكية لمدينة مكة المكرمة والمشاعر المقدسة
- وزارة السياحة
- الهيئة العامة للطيران المدني
- هيئة تطوير منطقة مكة المكرمة
- هيئة تطوير منطقة المدينة المنورة
- الهيئة العامة للأوقاف
- الهيئة العامة للأرصاد وحماية البيئة
- الهيئة السعودية للمواصفات والمقاييس والجودة